# 후카미 리카
후카미 리카(深見 梨加, 1963년 8월 8일 ~ )는 일본의 성우이다. 대표작으로는 미소녀전사 세일러문의 세일러 비너스役

## 출연작

### TV 애니메이션
1992년
- 미소녀전사 세일러문(아이노 미나코(세일러 비너스))
- 로봇전사 감마(타케다 카츠라 (두나), 유우키 아키에 (시연))

1993년
- 정글의 왕자 타쨩(서파백호권도사 (연포도사))
- 미소녀전사 세일러문 R(아이노 미나코(세일러 비너스))
- 검용전사 야이바 (카구야 (바니여왕))

1994년
- 미소녀전사 세일러문 S(아이노 미나코(세일러 비너스))

1995년
- 애천사전설 웨딩피치(아쿠엘다)
- 미소녀전사 세일러문 SS(아이노 미나코(세일러 비너스))

1996년
- 미소녀전사 세일러문 Sailor Stars(아이노 미나코(세일러 비너스))

1998년
- 강철 커뮤니케이션(안젤라)

1999년
- 과장왕자(하미르)
- 성계의 문장(스폴 제독)

2000년
- 조이드(비올라)
- Go Go 다섯 쌍둥이(엄마)
- 성계의 전기(스폴 제독)

2001년
- 코메트상(메테오(트랄라) 엄마)
- 꼬마 마법사 레미 더욱더(마죠프리마)
- 성계의 전기 II(스폴 제독)

2002년
- 디지몬 프론티어(오파니몬)
- 만월을 찾아서(이마무라 스즈 (라이))

2003년
- 카레이도 스타(도나 워커)

2004년
- 두사람은 프리큐어(레기네 (레지네))

2005년
- BLOOD+(엘리자베스)

2006년
- 가정교사 히트맨 리본(사와다 나나)
- 수왕성(쳉)
- 디지몬 세이버즈(이그드라실)
- 내각권력범죄 강제단속관 자이젠 죠타로(요시오카 쥰코)

2008년
- 절대가련 칠드런(스마 키리코)

2011년
- 돌아가는 펭귄드럼(오기노메 에리코)

### 극장판
1993년
- 미소녀전사 세일러문 Musical'93(아이노 미나코(세일러 비너스))
- 미소녀전사 세일러문 R 극장판(아이노 미나코(세일러 비너스))

1994년
- 미소녀전사 세일러문 S 극장판(아이노 미나코(세일러 비너스))
- 마크로스 플러스(뮨 판 론)

1995년
- 미소녀전사 세일러문 SuperS 극장판(아이노 미나코(세일러 비너스)))

2007년
- 애플시드 사가 엑스마키나(요시노 하지메)

### OVA
1993년
- 마그마 대사(무라카미 토모코)
- 죠죠의 기묘한 대모험(엔야)

1994년
- 귀절환(세츠코)
- 마크로스 플러스(뮨 판 론)

### 게임
- 무인도 이야기 (코야나기 에리나)

1993년
- 아이돌 작사 스치파이 (난죠 리에)
- 아이돌 작사 스치파이Special (난죠 리에)

1995년
- 동급생 PCE판·SS판 (마사키 나츠코)

1996년
- 전설의 오우거 배틀(성기사 라우니 (라우니 윈잘프))

1997년
- 천외마경 제4의 묵시록 (제니 미드)
- 악마성 드라큐라X 월하의 야상곡 (리사, 서큐버스)
- 슈퍼 로봇 대전F (사피네 그레이스)

1998년
- 통곡 그리고… (시이나 마리에)
- 슈퍼 로봇 대전F완결편 (사피 네그레이스)

1999년
- 슈퍼 로봇 대전 컴블리트 박스 (사피네 볼크스)

2000년
- 슈퍼 로봇 대전α (헬렌 쟈크손)

2001년
- 슈퍼 로봇 대전α 외전 (사피네 그레이스)
- 슈퍼 로봇 대전α for Dreamcast (헬렌 쟈크손)

2005년
- 천외마경III NAMIDA (타오리)
- 아머드 코어 라스트 레이븐 (시라 콜드웰)
- 카우보이 비밥 추억의 야곡 (챵 린레이)

2006년
- 파이널 판타지XII (프란)

2008년
- 꽃보다 남자 -사랑하라 여자- (도묘지 카에데)